# Tokiói-öböl
A Tokiói-öböl (japánul 東京湾, Hepburn-átírással Tōkyō-wan), régi nevén Edói-öböl (江戸湾 Edo-wan), tengeröböl Japán Honsú szigetének délkeleti részén. Az öböl mentén terül el a japán főváros, Tokió. Partvidékén Tokió, a Kanagava prefektúra és a Csiba prefektúra osztozik. A Csendes-óceánnal az Uraga-csatorna köti össze, melyet olykor az öböl részének tekintenek. A Tokiói-öböl vidéke Japán egyik legnépesebb és leginkább urbanizált és iparosított területe. Itt, Jokohamában található Ázsia egyik legnagyobb kikötője.

## Elnevezése
Az öböl ősi elnevezése Ucsi-umi (内海, "belső tenger") volt. A 16. század közepén már Edói-öbölnek hívták a partján fekvő, egyre nagyobb jelentőségű Edo (a mai Tokió) városa után. Mikor 1868-ban az ország fővárosa hivatalosan is idekerült és átnevezték Tokióra ("keleti főváros"), az öböl is a Tokiói-öböl nevet kapta. 

## Földrajza

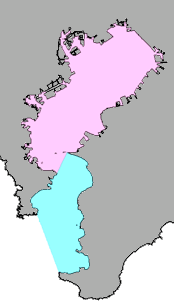
Rózsaszínnel jelölve a belső Tokiói-öböl, kékkel az Uraga-csatorna

A Tokiói-öblöt északról a Kantó-síkság, keletről a Bószó-félsziget (amelyen Csiba prefektúra terül el), délről a Csendes-óceán, nyugatról pedig a Miura-félsziget (a Kanagava prefektúra része) határolja.  
Szűkebb értelmezésben a Tokiói-öböl a Miura-félsziget Kannon-foka és a Bószó-félsziget Butcu-foka közötti vonaltól északra fekvő vízfelületet jelenti, melynek területe 922 km². Tágabb értelemben az öbölhöz tartozik az Uraga-csatorna is, vagyis a nyugati Curugiszaki-fok és a keleti Szunoszaki-foktól északra levő tengerrész. Így az öböl teljes területe 1500 km². 
Az öbölbe ömlő nagyobb folyók (nyugatról keletre) a Tama, a Szumida, az Edo, az Obicu és a Jóró. 
A Jokohama és a Futcu-fok közötti tengeralatti hátság 20 méterre csökkenti a vízmélységet. Ettől északra az öböl mélysége ismét eléri a 40 métert; délre, a Csendes-óceán felé pedig fokozatosan mélyül.

## Szigetek
Az öböl egyetlen természetes szigete a Jokoszuka melletti, mindössze 5,5 hektáros Szarusima. A szigetnek nincsenek állandó lakosai, korábban a haditengerészet birtoka volt, jelenleg rekreációs célokat szolgál és itt található a múzeummá átalakított, a csuzimai csatában is harcoló Mikasza csatahajó.  
Japán 19. században kezdődő modernizációjától kezdve a második világháborúig több mesterséges szigetet emeltek az öbölben a főváros védelmére. A második világháború után ezeket lakó- és pihenőövezetté minősítették. Ilyen az 1853-ban épített hat erődsziget, melynek Odaiba a leghíresebb tagja; vagy Jumenosima és Hakkei, amelyek sokáig Tokió szemétlerakójaként szolgáltak. 
A szigeteken kívül a partvonal mentén feltöltötték a sekély vizű részeket, így a Tokiói-öböl mai formája jelentősen különbözik attól, amilyen a sógunátus idején volt: mintegy 250 km² a feltöltéssel nyert területek nagysága.

## Települések

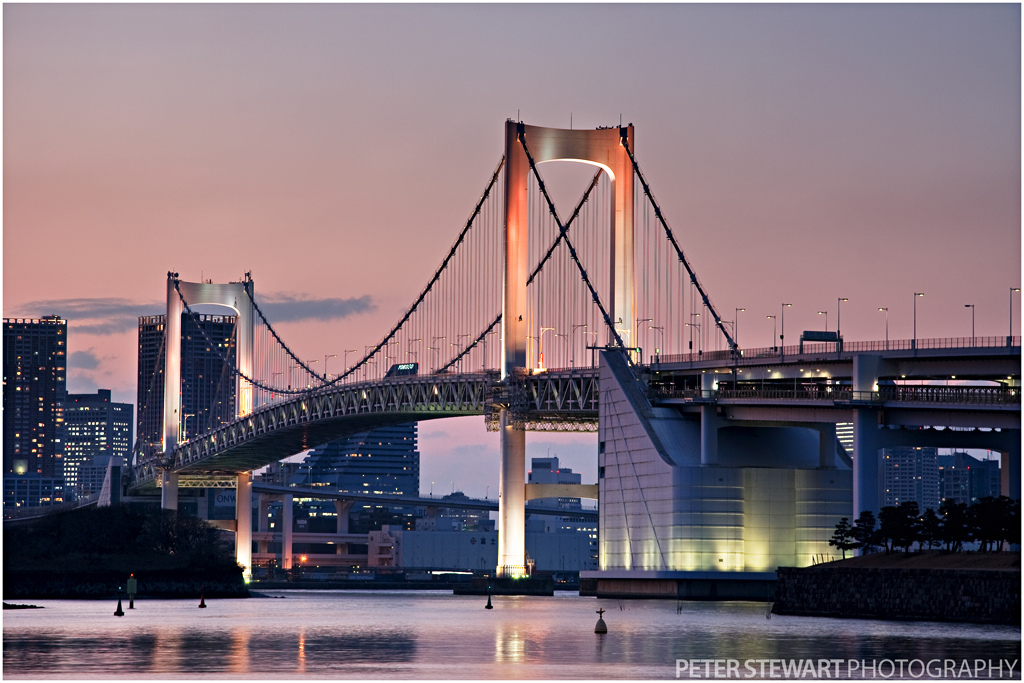
Az Odaiba szigetére vezető híd

A Tokiói-öböl partján a következő városok terülnek el (nyugatról keletre):
- Miura (47 ezer lakos)
- Jokoszuka (415 ezer lakos)
- Jokohama (3,7 millió lakos)
- Kavaszaki (1,4 millió lakos)
- Tokió (kerületeinek összlakossága 9 millió, a prefektúra lakossága 13 millió)
- Funabasi (610 ezer lakos)
- Csiba (960 ezer lakos)
- Icsihara (280 ezer lakos)
- Szodegaura (60 ezer lakos)
- Kiszarazu (130 ezer lakos)
- Kimicu (88 ezer lakos)
- Futcu (47 ezer lakos)
- Minamibószó (42 ezer lakos)
- Tatejama (47 ezer lakos)

## Történelem

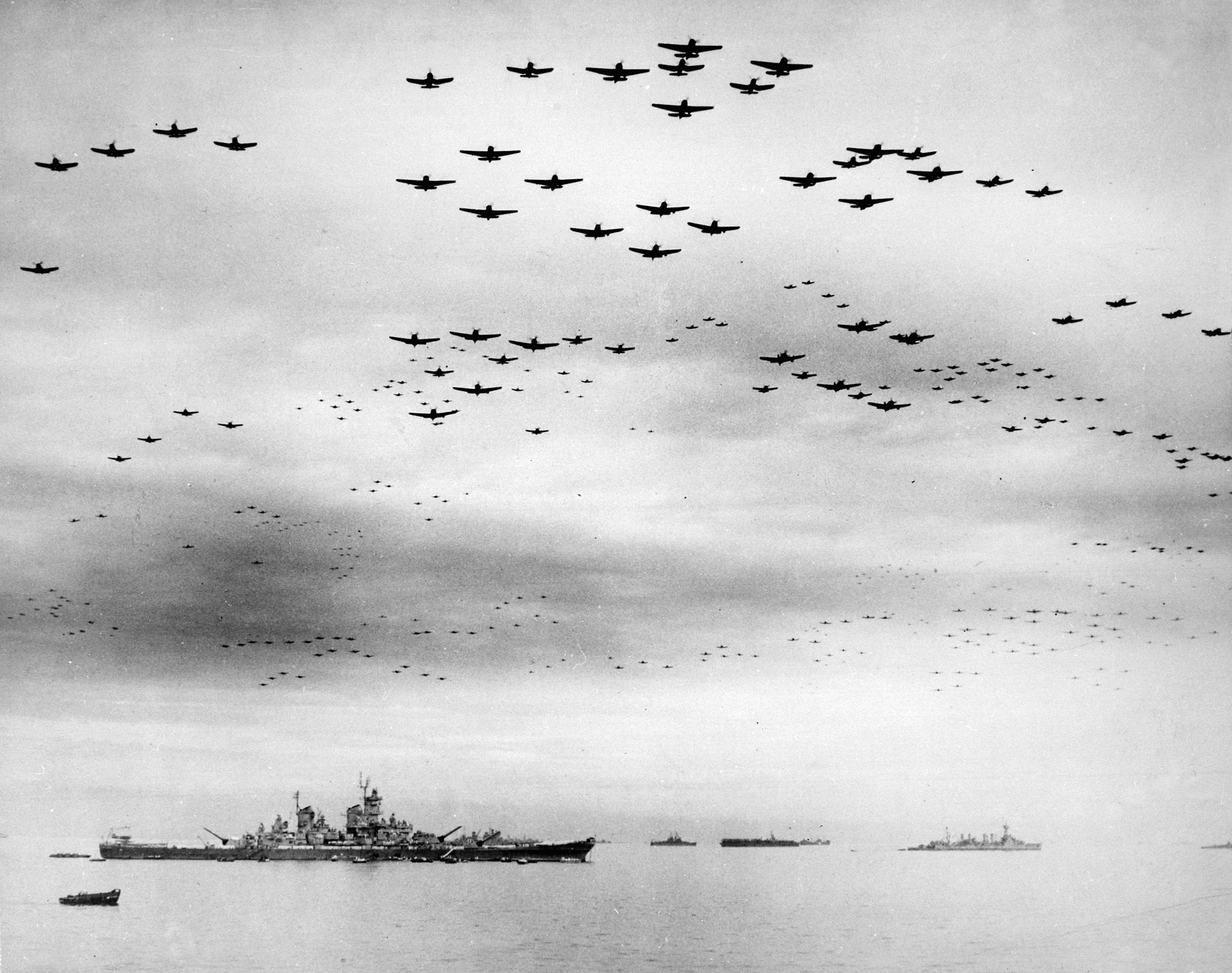
Az USS Missouri a Tokiói-öbölben

A Tokiói-öbölben kezdődött Japán modern kori történelmének két fontos időszaka. 1853. július 8-án ide hajózott be az amerikai Matthew C. Perry, hogy kikényszerítse az ország izolációjának feloldását; ez vezetett Japán Ázsiában példátlanul gyors modernizációjához. 
1945. szeptember 2-án a Tokiói-öbölben az USS Missouri fedélzetén írták alá a második világháborút lezáró békeszerződést. Miután Japán felhagyott a korábbi militarista politikájával, rendkívüli gazdasági fejlődésen ment keresztül és teljesítménye sokáig a világon a második volt az Egyesült Államok után. 
Jokoszuka kikötőjében az USA és a Japán Tengerészeti Véderő tart fent támaszpontot.

## Fordítás
- Ez a szócikk részben vagy egészben  a   Tokyo Bay című angol Wikipédia-szócikk ezen változatának fordításán alapul.  Az eredeti cikk szerkesztőit annak laptörténete sorolja fel. Ez a jelzés csupán a megfogalmazás eredetét és a szerzői jogokat jelzi, nem szolgál a cikkben szereplő információk forrásmegjelöléseként.